# Morungaba
Morungaba é um município brasileiro do estado de São Paulo, pertencente a Região Metropolitana de Campinas. Sua população estimada em 2016 era de 13.095 habitantes.

## Estância climática
Morungaba é um dos 12 municípios paulistas considerados estâncias climáticas pelo Estado de São Paulo, por cumprirem determinados pré-requisitos definidos por Lei Estadual. Tal status garante a esses municípios uma verba maior por parte do Estado para a promoção do turismo regional. Também, o município adquire o direito de agregar junto a seu nome o título de Estância Climática, termo pelo qual passa a ser designado tanto pelo expediente municipal oficial quanto pelas referências estaduais.

## Toponímia
Morungaba, do tupi-guarani, colmeia de morungas, abelhas produtoras de dulcíssimo mel (Instituto Histórico e Geográfico de São Paulo).

## História
Assentada nas colinas suaves de um vale ao pé da Serra de Cabras, o município é um convite à tranquilidade. Fundada em meados do século XIX com o nome de Conceição de Barra Mansa, mudado em 1919 para a denominação atual. Morungaba emancipou-se politicamente em 28 de fevereiro de 1964 e administrativamente em 1965, sendo elevada à condição de Estância Climática em 25 de julho de 1994.
Em gleba de terreno ligeiramente acidentado e fertilíssimo onde corre o Ribeirão dos Mansos, surgiram as primeiras casas do Bairro dos Mansos (sobrenome de provável família pioneira), formando um núcleo ao redor de uma capela dedicada a Nossa Senhora da Conceição. Era no tempo em que a lavoura cafeeira expandia-se pelo Estado. Com os cafezais, chegaram os imigrantes italianos que aqui se fixaram, primeiro na lavoura e, em seguida no comércio, solidificando o pequeno burgo.
Em meados do século XX, as primeiras indústrias se instalaram, o distrito transformou-se em município apresentando sinais de indiscutível progresso, evoluindo até tornar-se a cidade que hoje é, pequena porém agradável, pujante e movimentada. A lei nº, de 25 de julho de 1994, transformou o Município de Morungaba em estância climática. A cidade começa a estruturar-se para se transformar num ponto de atração turística. Potencial não lhe falta.

## Geografia
Localiza-se a uma latitude 22º52'48" sul e a uma longitude 46º47'30" oeste, estando a uma altitude de 765 metros.

### Município Limítrofes
- Amparo - 26 km
- Bragança Paulista - 43 km
- Itatiba - 18 km
- Campinas - 42 km
- Pedreira
- Tuiuti

### Topografia
Levemente acidentada.

### Clima
Tropical de altitude. Temperatura Média: 18 a 26 graus, dentro de ótimo sistema ecológico.

### Hidrografia
- Rio Jaguari

### Rodovias
- Rodovia Constâncio Cintra (SP-360), conhecida como Rodovia das Estâncias. Pela Rodovia Dom Pedro I entrada no km 106.

## Demografia

### População
| Crescimento populacional                             | Crescimento populacional | Crescimento populacional | Crescimento populacional |
| Ano                                                  | População Total          |                          | %±                       |
| ---------------------------------------------------- | ------------------------ | ------------------------ | ------------------------ |
| 1970                                                 | 5 032                    |                          | —                        |
| 1980                                                 | 6 528                    |                          | 29,7%                    |
| 1991                                                 | 8 210                    |                          | 25,8%                    |
| 2000                                                 | 9 911                    |                          | 20,7%                    |
| 2010                                                 | 11 769                   |                          | 18,7%                    |
| 2022                                                 | 13 720                   |                          | 16,6%                    |
| Est. 2024                                            | 14 081                   | [ 5 ]                    | 2,6%                     |
| Fontes: Censos Demográficos IBGE e Estimativas SEADE |                          |                          |                          |

### Dados demográficos
Dados do Censo - 2000
População total: 9.911
- Urbana: 7.786
- Rural: 2.125
- Homens: 5.015
- Mulheres: 4.896

Densidade demográfica (hab./km²): 67,65
Mortalidade infantil até 1 ano (por mil): 16,80
Expectativa de vida (anos): 70,73
Taxa de fecundidade (filhos por mulher): 2,49
Taxa de alfabetização: 90,79%
Índice de Desenvolvimento Humano (IDH-M): 0,788
- IDH-M Renda: 0,745
- IDH-M Longevidade: 0,762
- IDH-M Educação: 0,856

(Fonte: IPEADATA)
O município alcançou a primeira posição (com 73,4 pontos) no Índice de Desenvolvimento Sustentável das Cidades, lançado em 23 de março de 2021. O índice conferiu o cumprimento dos Objetivos de Desenvolvimento Sustentável (ODS) atribuindo uma pontuação (o máximo possível é 100) a 770 cidades brasileiras, todas elas signatárias do Programa Cidades Sustentáveis. A avaliação do perfil de cidade sustentável não levou em conta impactos da pandemia de COVID-19 no Brasil.

## Infraestrutura

### Comunicações

#### Estação terrena de satélites

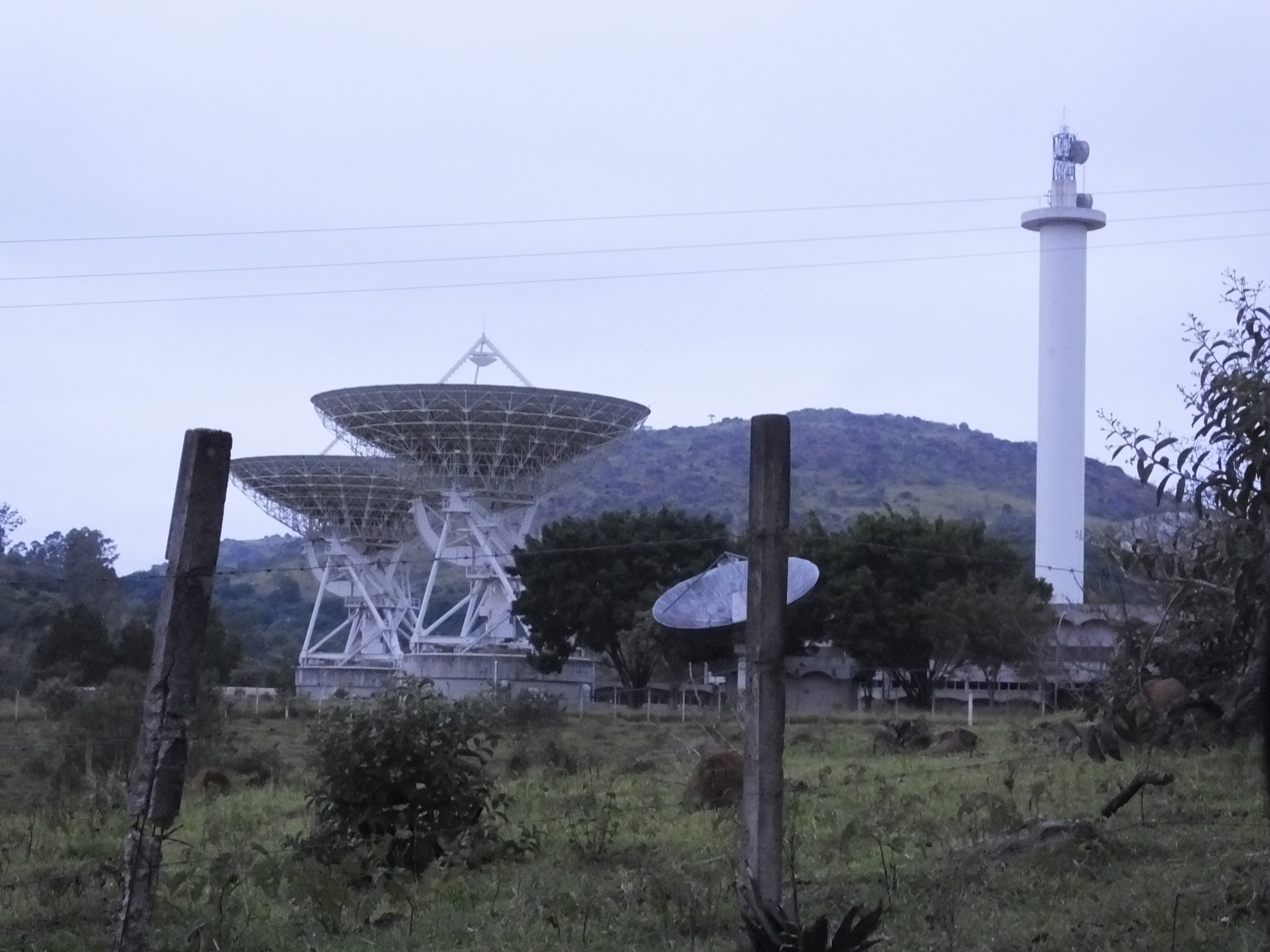
Estação terrena de satélites da Embratel em Morungaba.

Em 1986, entre as montanhas da cidade, num local ideal protegido de interferências eletromagnéticas, era inaugurada a estação terrena de satélites da Embratel. Anteriormente toda saída e entrada de dados eram feitos pela primeira estação da Embratel em Tanguá (RJ).
Como São Paulo era o principal gerador de tráfego internacional do país, necessitava de um teleporto mais próximo. Assim logo após sua fundação a estação ficou responsável por aproximadamente 40% do tráfego de todo país. Por muitos anos a estação da Embratel foi orgulho para os moradores de Morungaba.
Mas em dezembro de 2003 encerrou suas atividades, pois cabos de fibra-óptica submarina se tornavam populares, e aos poucos foram se tornando alternativas mais rápidas e confiáveis para transmissão de sinais em longas distâncias. Em contrapartida os sistemas de satélites sofriam, devido altos custos operacionais e condições adversas de clima como ruído solar da cintilação ionosférica, sem contar o delay (atraso) gerado em uma transmissão via satélite. E esses motivos e outros foram levados em conta para a permanente desativação desta estação.

#### Telefonia
O sistema de telefones automáticos foi inaugurado na cidade em 1977 pela Telecomunicações de São Paulo (TELESP), que também implantou o sistema de discagem direta à distância (DDD) em 1984 com o código de área (011).

### Transportes

#### Ônibus intermunicipais
- Rápido Fênix Viação - Suburbano (Circular) - Amparo, Campinas, Itatiba, Tuiuti.

Convencional - Águas de Lindoia, Lindoia, Serra Negra, Amparo, Itatiba, Jundiaí, São Paulo (via Rodovia Anhanguera), Santos, São Vicente, Praia Grande, Mongaguá.

## Turismo
Um dos cartões postais da estância de Morungaba é o famoso “Túnel de Bambu” na Rodovia das Estâncias, que conta com iluminação noturna colorida.

### Parque Ecológico Pedro Mineiro
Além do turismo rural, a cidade conta com o Parque Ecológico Pedro Mineiro, situado a aproximadamente 800 metros de distância do centro da cidade, e localizado nos contrafortes da Serra das Cabras.
O parque possui mananciais próprios, lagos, áreas de mata nativa, uma série de quedas d’água e relevo propício a caminhadas. Constitui-se em um  valioso patrimônio, com todas as possibilidades e potencialidades de se tornar o principal atrativo turístico da Estância de Morungaba. Lanchonete, playground infantil, minicampo de futebol e banheiros são algumas das estruturas e serviços à disposição dos visitantes.
Do pátio de estacionamento à entrada do parque tem-se a visão panorâmica da cidade, assentada no vale do Ribeirão dos Mansos.

## Religião
Religiões presentes na cidade:
- Católica Apostólica Romana (77.99%)
- Evangélicas de Missão (1.32%)
- Evangélicas de origem pentecostal (9.86%)
- Evangélica não determinada (4.84%)
- Espírita (0.77%)
- Outras religiosidades (1.73%)
- Sem religião (3.20%)

O Cristianismo se faz presente na cidade da seguinte forma:

### Igreja Católica
- A igreja faz parte da Diocese de Bragança Paulista.[19]

### Igrejas Evangélicas
- Assembleia de Deus Ministério do Belém.[20][21]
- Congregação Cristã no Brasil.[22]